# Jacques-François Piquet
Pour les articles homonymes, voir Piquet.
Jacques-François Piquet est un romancier, poète et dramaturge français. Né le 2 juin 1953 à Nantes, il vit en région parisienne,.

## Œuvre
Le premier roman de Jacques-François Piquet, L'Œil-de-bœuf, sort en 1983 aux Éditions de la Différence. Il est remarqué par J. M. G. Le Clézio qui le décrit comme « un livre violent, chaotique mais nécessaire ». Le second, Rue Stern, paraît dix ans plus tard. Depuis, Jacques-François Piquet répartit son travail entre poésie, écriture théâtrale, nouvelles et romans. Il participe et anime également lectures, ateliers d'écriture et rencontres littéraires.
En 2015, Jacques-François Piquet traverse une phase de transition qui l'amène à cesser temporairement ses activités habituelles d'écrivain : il accroche l'ensemble de ses ouvrages publiés à un arbre de son jardin de façon à les regarder s'étioler « à l'épreuve du temps », acte qui donne le titre de l'ouvrage homonyme, qui paraît en 2018 et est constitué d'extraits de son « journal de bord ». Son livre suivant, Écrits en marge, publié en 2020 aux éditions Rhubarbe, est constitué des « miscellanées » publiées mensuellement sur le site de l'auteur sur une période de plusieurs années, des écrits touchant à des thèmes divers allant de l'actualité à l'évocation de souvenirs personnels.

### Romans
- L'Œil-de-bœuf, 1983, roman. Éditions de la Différence et 2004 (nouvelle version) Éditions Joca Seria ;
- Rue Stern, 1993, roman. Éditions de la Différence ;
- Rupture de rêve, 1995, roman. Éditions Le Dé Bleu ;
- Dans les pas de l'autre, 2011, roman. Éditions Rhubarbe.

### Contes et poésie
- Alibelle et le Secret du marais d’Itteville, 1996, conte, illustrations Philippe Merlevède. Éditions Le Dé Bleu ;
- Fenêtres, 1998, poèmes avec gravures de Michel Ménard. Éditions Métaphore A3 ;
- Noms de Nantes, 2002, proses poétiques. Éditions Joca Seria ;
- Élégie à la mémoire de trois étrangères, 2005, proses. Éditions Isabelle Sauvage ;
- Que fait-on du monde ? — Élégie pour quarante villes, 2006, proses poétiques. Éditions Rhubarbe et 2016, édition revue et augmentée : Que fait-on du monde ? — Élégie pour quarante et quelques villes. Éditions Rhubarbe.

### Théâtre
- En pièces, 2000, trilogie théâtrale. Éditions Le Bruit des autres ;
- Qui d’autre ?, 2007, théâtre. Éditions Le Bruit des autres ;
- L’Heure avant l’heure, 2008, théâtre. Éditions Le Bruit des autres ;
- Cité Funambule, 2010, théâtre. Éditions Le Bruit des autres : « Avec cette pièce en quatre actes, Jacques-François Piquet poursuit sa réflexion sur la maladie mentale, l’instrumentalisation des patients et les limites de l’institution psychiatrique. L’humour n’est pas absent bien que le sujet soit grave. C’est bouleversant et la distanciation évidente permet au lecteur, comme au spectateur, de n’être dupe de rien et de réfléchir. Un théâtre pour réfléchir, c’est rare et à ne pas manquer…[6] ».

### Nouvelles et récits
- Portraits soignés, 2009, récits. Éditions Rhubarbe ;
- Suite nantaise, 2013, récits. Éditions Rhubarbe ;
- Vers la mer — Chant d’amour et d’adieu, 2015, récit. Éditions Rhubarbe, préface de Marcelline Roux ;
- L’Épreuve du temps, 2018, récit. Éditions Rhubarbe.
- Écrits en marge, 2020, récits. Éditions Rhubarbe.
- Une photo existe, 2021, récits. Éditions Rhubarbe.